# Новогольское сельское поселение
Новогольское сельское поселение — муниципальное образование в Грибановском районе Воронежской области.
Административный центр — село Новогольское.

## Административное деление
Состав поселения:
- село Новогольское,
- село Старогольское.